# Эрогуро

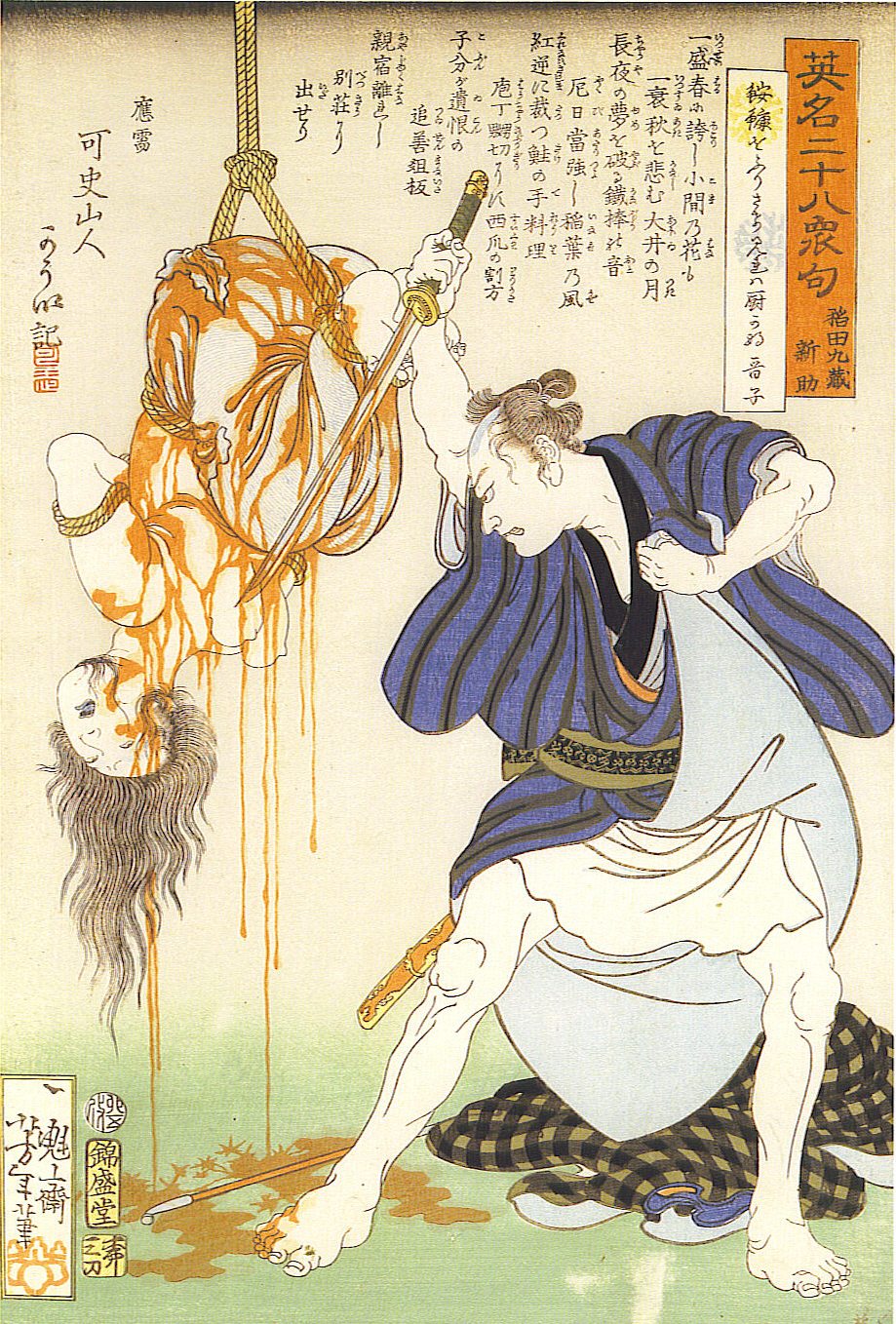
Сайсабуро убивает Охаги (1867), один из первых примеров эрогуро в искусстве Японии

Эрогуро (яп. エログロ Эрогуро, эро-(тика) + гро(теск)), также просто гуро — японский псевдоанглицизм (васэй-эйго), описывающий направление в литературе и искусстве Японии, возникшее в 1920-х годах. Эрогуро характеризуется наличием сцен, вызывающих отвращение у большинства людей, — странных, абсурдных и выходящих за рамки привычного. Обычно это эротические сцены с расчленёнными или выпотрошенными телами, кровопролитие, каннибализм, отрезание конечностей, извращённые убийства, некрофилия, пластические операции. Очень часто данные темы комбинируются и дополняются фантастическим антуражем.

## История
Эрогуро возникло в Японии в 1920-х годах на волне экономической депрессии. Оно ассоциировалось с декадентским влиянием Запада и городской культурой. С эрогуро прочно ассоциировался токийский район Асакуса, особенно после выхода книги Ясунари Кавабаты «Весёлые девушки из Асакуса» (1929). Движение было также подхвачено такими писателями, как Эдогава Рампо. В его романе «Чёрная ящерица» (1934) детективу Акэти бросает вызов таинственная женщина по прозвищу «Чёрная ящерица», схватка с которой в конце концов приводит героя в её «музей». В музее хранятся не только выдающиеся произведения искусства, но и человеческие особи, собранные с разных концов земли и живущие в клетках или превращённые в живые восковые фигуры. Дело Сады Абэ (1936), задушившей и кастрировавшей своего возлюбленного, на многие годы стало визитной карточкой эрогуро.
К 1940-м годам японский милитаризм приостановил развитие этого жанра и практически свёл его на нет. Общественные интересы вращались вокруг военных событий, а демонстрация извращённых эротических вкусов рассматривалась как непатриотичная. Однако после окончания Второй мировой войны мрачные воспоминания о поражении Японии и упаднические настроения в обществе привели к расцвету гедонизма и возникновению новой волны интереса к «современным» развлечениям. Особенно сильно течение эрогуро проявилось в аниме и манге.

## В музыке
В музыку этот стиль принесла группа cali≠gari (1993—2003), позволявшая себе абсурдные выходки на сцене и странные рекламные приёмы (например, бесплатный презерватив, прилагающийся к диску). Клип на песню «OBSCURE» японской метал группы Dir en grey полностью передаёт суть жанра.

## Эрогуро в аниме и манге
В аниме и манге эрогуро существует как подкласс хентая. Для его обозначения в русском языке употребим термин «жёсткий хентай» или «жестокий хентай». В настоящее время в Японии издаётся несколько десятков журналов тематической манги, в частности Garo. Его тиражи зачастую составляли лишь 7 тыс. копий в месяц (для сравнения, тираж мужского журнала манги Young Magazine — около 900 тыс. экземпляров). В России было издано несколько работ эрогуро, например манга Суэхиро Маруо «Шоу уродов господина Араси».
Элементы эрогуро содержатся в аниме Mnemosyne: Mnemosyne no Musume-tachi.

### Мангаки, работающие в жанре
- Кадзуити Ханава[20]
- Тосио Саэки[20]
- Синтаро Каго[6]
- Дзюн Хаями[20]
- Удзига Вайта
- Суэхиро Маруо[6]
- Хэммару Матино[21]
- Мукадэ Мэрибэ[20]

## Эрогуро в кинематографе
В отличие от таких ранних фильмов жанра, как «Ужасы обезображенного народа» (1969) и «Слепой зверь» (1969), в дальнейшем режиссёры снимают всё более откровенные фильмы. В картинах 1980-х годов «Подопытная свинка: дьявольский эксперимент» и «Цветок плоти и крови» практически отсутствует сюжет, а всё экранное время занимают сцены пыток и расчленения женских тел.

### Примеры фильмов
- «Гротеск»[24]
- «Радость пытки»[25]